# Чаплинские источники
Чаплинские источники — термоминеральные источники на востоке Чукотского полуострова. Расположены в долине реки Ульхум близ побережья Берингова моря. Относятся к территории Провиденского района Чукотского автономного округа России.
В 1983 году источники вошли в состав вновь созданного комплексного памятника природы «Чаплинский». Общая площадь ООПТ: 24,0 га. Источники расположены в границах национального парка «Берингия».

## Гидрогеологическая характеристика
Источники находятся у правого борта широкой долины Ульхума в 5 км выше его впадения в Найвак. Долина заполнена рыхлыми отложениями мощностью более 60 м. Чаплинская группа источников состоит из двух колоний — одна из 8 ключей, другая из 16 ключей по нескольку десятков выходов. Самые мощные (до 2 л/с) источники с температурой от 40 до 80 °C располагаются у подножия высокой террасы. Ключевая площадка в виде термального болота в пойме с тёплыми (20-35 °C) озерками и ручьями протягивается на 300 м.
Дебит источников составляет 40 л/с, вынос тепла 3600 Ккал/с (15 Мвт), базовая температура (глубинные температуры формирования гидротерм) 120—160 °C. Являются высокоминерализованными источниками с содержанием солей до 20 г/л.
Химический состав вод (мг/л): рН 8,61; Na 4800, K 108, Ca 2505, Mg 60, Li 2,68.

## Флора
Район непосредственного воздействия горячих вод на растительность ограничивается площадью не более 200 на 50 м, а местность, где сказывается влияние горячих вод ограничена 60-70 га. На правом берегу в этой части реки мерзлота отсутствует, и на глубине 6-6,5 м температура почвы довольно стабильно держится в пределах 22-24 °C. Вместе с тем на левом берегу реки уровень летнего оттаивания мерзлоты в осоково-пушицевом болоте редко превышает 30 см. Безмерзлотный режим приводит к созданию в суровых условиях региона своеобразного термического рефугиума, что отражается на богатстве флоры в целом, особенно теплолюбивых представителей.
В водах источников обнаружены синезеленые, зеленые и желтые водоросли; всего здесь отмечено 17 видов термофитов. В окрестностях ключей наблюдается обилие шляпочных грибов, ягод, повышенная семенная продуктивность многих травянистых многолетников. Всего здесь обнаружено 274 вида сосудистых растений, также 11 редких видов мхов и редкий папоротник Athyrium distentifolium, образующий заросли и вне района термальных источников не отмеченный.

## Хозяйственное использование
Чаплинские источники в отличие от других терм Чукотки входят в число наиболее доступных для комплексного освоения. В 1957 году была подробно описана термофильная растительность терм. В 1964—1968 годах здесь проводились обширные гидрологические исследования.
С 1960-х годов на источниках действовала база отдыха с развитой хозяйственной структурой, которая в 1990-е годы пришла в запустение.